# Ясиноватое (Запорожская область)
Ясиноватое (укр. Ясинувате) — село,
Днепровский сельский совет,
Вольнянский район,
Запорожская область,
Украина.
Код КОАТУУ — 2321581306. Население по переписи 2001 года составляло 121 человек.

## Географическое положение
Село Ясиноватое находится в 1-м км от левого берега реки Днепр,
выше по течению на расстоянии в 2,5 км расположено село Петро-Свистуново.